# Quận Bradley, Arkansas
Quận Bradley là một quận thuộc tiểu bang Arkansas, Hoa Kỳ.
Quận này được đặt tên theo Captain Hugh Bradley. Theo điều tra dân số của Cục điều tra dân số Hoa Kỳ năm 2000, quận có dân số người, ước tính năm 2006 dân số quận là 14.683 người.. Quận lỵ đóng ở Warren. Đây là một quận khô.

## Địa lý
Theo Cục điều tra dân số Hoa Kỳ, quận có diện tích 654 dặm vuông Anh (1.693,9 km2), trong đó có 4 dặm vuông Anh (10,4 km2) là diện tích mặt nước.

### Các xa lộ chính
- U.S. Highway 278
- U.S. Highway 63
- Highway 8
- Highway 160

### Quận giáp ranh
- Quận Cleveland (bắc)
- Quận Drew (đông)
- Quận Ashley (đông nam)
- Quận Union (tây nam)
- Quận Calhoun (tây)